# Parque Cultural Reynosa
El Parque Cultural Reynosa es un conjunto conformado por un parque ecológico y un edificio conocido como Centro de Arte y Cultura, ubicado en la ciudad de Reynosa, Tamaulipas, dedicado a la difusión del arte y la cultura en dicha ciudad fronteriza del norte de México tanto nacional como del estado vecino de Texas. Es el centro cultural más importante del estado de Tamaulipas y uno de los más importantes en el norte de dicho país. Fue creado por el gobierno del Estado de Tamaulipas e inaugurado el 17 de agosto de 2010.

## Historia
Promovido por el gobierno estatal de Tamaulipas, el inicio del proyecto fue anunciado el 7 de marzo de 2005. Entre diversas propuestas se eligió la ribera de la laguna La Escondida. El 24 de noviembre de 2009 se instala la primera piedra del proyecto. Finalmente, el 17 de agosto de 2010 se inauguran oficialmente las instalaciones con presentaciones artísticas hasta el 22 del mismo mes, destacando un concierto de Francisco Céspedes. Dicha inauguración fue llevada a cabo por el entonces gobernador Eugenio Hernández Flores y el alcalde de Reynosa, Óscar Luebbert Gutiérrez.

## Características
La totalidad del parque tiene una superficie de 40 hectáreas, de las cuales 6 de ellas pertenecen al Centro de Arte y Cultura y las restantes al parque ecológico que lo circunda. El edificio del Centro de Arte y Cultura posee dos teatros: uno principal con capacidad para 1146 personas y foso para orquesta y uno experimental con capacidad para 400 personas; cuenta, además, con una galería de exposiciones de 852 metros cuadrados y salón de convenciones para 500 personas. Fue proyectado originalmente con un costo de 300 millones de pesos, sin embargo, la inversión final superó los 400 millones.

## Actividades
El parque es manejado por el Instituto Tamaulipeco para la Cultura y las Artes (ITCA), por lo que las actividades que se desarrollan ahí se centran en la difusión de estas por lo que es sede de actividades como conciertos, obras de teatro, exposición de pintura y fotografía, cine, conferencias y actividades de promoción de la lectura. Sin embargo, la notoriedad que ha cobrado el lugar sumado a la amplitud de sus espacios ha generado que incluso algunas actividades políticas públicas se desarrollen ahí como sesiones públicas del Congreso del Estado de Tamaulipas y los informes de gobierno de los alcaldes de Reynosa Everardo Villarreal Salinas y José Elías Leal.